# Neospora caninum
Neospora caninum - pasożyt kosmopolityczny, będący z jedną z głównych przyczyn ronień bydła.

## Budowa
N. caninum osiąga wielkość 3-7 x 1-5 µm w przypadku trofozoitów, a 10-11 µm w przypadku oocyst. Oocysty ponadto są owalne i zawierają zygotę.

## Występowanie i żywiciele
Pasożyt występujący powszechnie. Żywicielem ostatecznym są psy (które mogą również pełnić rolę żywiciela pośredniego).
Żywicielami pośrednimi są między innymi przeżuwacze.